# Cath Maige Tuired
Cath Maige Tuired (ortografia moderna: Cath Maighe Tuireadh), que significa "La Batalla de Magh Tuireadh", és el nom de dues sagues del Cicle mitològic de la mitologia irlandesa. El nom Mag Tuired (ortografia moderna: Magh Tuireadh) significa "plana de pilars" o "plana de torres", i sovint s'anglesitza com a Moytura o Moytirra. Es refereix a dos llocs separats, tots dos a Connacht: el primer a prop de Cong, Comtat de Mayo (a la frontera amb el Comtat de Galway); el segon pels voltants de Lough Arrow, Comtat de Sligo. Ambdós textos parlen de batalles en què lluitaren els Tuatha Dé Danann, la primera contra els Fir Bolg i la segon contra els Fomorians.

## La Primera Batalla de Mag Tuired

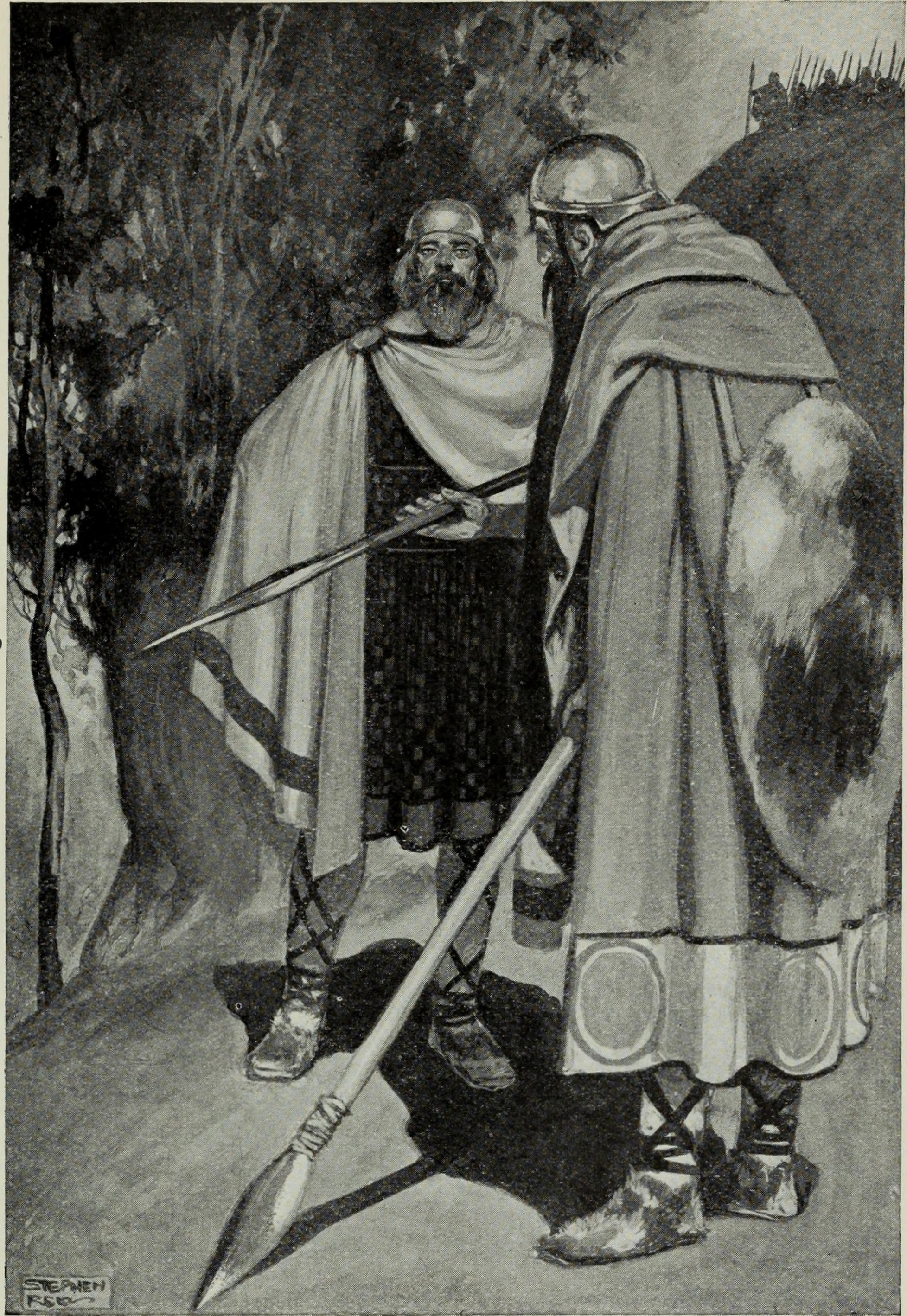
L'expulsió del Rei Bres, segons una il·lustració de 1910

El primer text, de vegades anomenat Cét-chath Maige Tuired ("La Primera Batalla de Mag Tuired") o Cath Maighe Tuireadh Cunga ("La Batalla de Mag Tuired a Cong") o Cath Maighe Tuireadh Theas ("La Batalla de Mag Tuired del Sud"), relata com els Tuatha Dé Danann varen prendre Irlanda dels Fir Bolg, els habitants de l'illa en aquell moment. Comença amb els fills de Nemed, un grup anterior d'habitants d'Irlanda, fugint cap a Grècia per tal d'escapar de la seva opressió a mans dels Fomorians. Un grup de descendents de Nemed, els Fir Bolg, tornen a Irlanda i la conquereixen, ocupant-la durant trenta anys fins a l'arribada dels Tuatha Dé Danann, un altre grup de descendents de Nemed.
Els Tuatha Dé Danann, dirigits pel seu rei, Nuada, arriben a Irlanda en tres-centes naus procedents de les illes del nord. La seva arribada és pressentida en un somni pel rei Fir Bolg, Eochaid mac Eirc. Quan toquen terra, cremen les naus. Llavors s'entaulen negociacions entre Sreng, el campió dels Fir Bolg i Bres dels Tuatha Dé Danann, i Bres exigeix que els Fir Bolg o bé presentin batalla o bé els cedeixin la meitat d'Irlanda. Els Fir Bolg trien la batalla. Després d'un recés per a preparar les armes, es troben al Pas de Balgatan i la batalla dura quatre dies. Nuada s'enfronta amb Sreng, i amb un balanceig de la seva espasa aquest talla la mà dreta de Nuada. Malgrat tot, els Tuatha Dé Danann acaben dominant la batalla. S'acorda una treva i els donen tres opcions als Fir Bolg: anar-se'n d'Irlanda, compartir la terra amb els Tuatha Dé Danann, o continuar la batalla. Trien lluitar. Sreng repta Nuada a combat singular. Nuada accepta amb la condició que Sreng es lligui un braç per igualar el combat, però Sreng no s'hi avé. Els Tuatha Dé Danann decideixen aleshores oferir als Fir Bolg una de les províncies d'Irlanda. Sreng tria Cóiced Ol nEchmacht (l'actual Connacht) i els dos bàndols fan les paus.
Dian Cecht, el déu dels metges, va fer una mà artificial d'argent per a Nuada, i per això aquest fou anomenat des d'aleshores Nuada Airgetlám (Nuada de la Mà d'Argent). Tanmateix, la deessa Brigid havia dit als Tuatha Dé Danann que ningú que tingués cap defecte no els podia governar i, havent perdut una mà Nuada, els Tuatha Dé Danann varen haver de triar un altre rei. Varen triar a Bres, fill d'Elatha, rei dels Fomorians o el Fill de Domnu. Set anys després, Bres mor després de prendre una beguda mentre caçava, i Nuada, a qui li havien restituït el braç, és restaurat com a rei.

## La Segona Batalla de Mag Tuired
El segon text amb el nom d'aquesta batalla, conegut també com a Cath Dédenach Maige Tuired ("La Darrera Batalla de Mag Tuired"), Cath Tánaiste Maige Tuired ("La Segona Batalla de Mag Tuired"), i Cath Maighe Tuireadh Thúaidh ("La Batalla de Mag Tuired del Nord"), explica com els Tuatha Dé Danann, havent conquerit Irlanda, cauen sota l'opressió dels Fomorians i després hi lliuren una batalla per a alliberar-se'n. Es complementa amb les referències a la batalla existents al Lebor Gabála Érenn i als Annals irlandesos, i és una de les fonts més riques en relats dels antics déus irlandesos. Es troba en un manuscrit del segle xvi, però es creu que és un treball compost recopilat al segle xii a partir de material del segle ix.
Comença amb un breu resum de la primera batalla, la pèrdua del braç de Nuada i la seva substitució com a rei per Bres, i després explica com Bres fou concebut per la unió entre Ériu dels Tuatha Dé Danann i Elatha dels Fomorians. A causa de la seva ascendència, Bres va oprimir els Tuatha Dé Danann, obligant els més nobles d'entre ells a fer feines servils, imposant-los tributs onerosos i no mostrant-los el nivell d'hospitalitat que hom esperaria d'un rei. A causa de tot això, és deposat com a rei, i Nuada, a qui el metge Dian Cecht ja li havia substituït el braç per un d'argent (al qual Miach, fill d'aquest, l'hi havia fet créixer carn a sobre), és restaurat.
Bres demana ajuda als Fomorians per a recuperar el seu reialme i, malgrat que el seu pare Elatha s'hi nega, un altre líder de Fomorians, Balor de l'Ull Maligne, s'avé a ajudar-lo i aixeca en armes un enorme exèrcit. Mentrestant, Lugh, un altre producte de la unió entre un Tuatha Dé Danann i una Fomoriana, arriba a la cort de Nuada i, després d'impressionar el rei amb els seus múltiples talents, obté el comandament dels Tuatha Dé Danann. Balor mata Nuada durant la batalla, però Lugh, net de Balor, mata el líder dels Fomorians amb la seva fona, fent-li sortir -del cop de pedra- l'ull mortal pel darrere del cap, on en caure provoca estralls entre les files dels Fomorians. Després de la batalla troben Bres viu, i li perdonen la vida amb la condició que ensenyi els Tuatha Dé Danann a llaurar, sembrar i segar. Finalment, Lugh, el Dagda i Ogma rescaten l'arpa de Dagda, Uaitne, que havien agafat els Fomorians mentre es retiraven.

## Adaptacions
- Pádraic Colum va adaptar Cath Maige Tuired a l'obra de teatre Moytura: A Play for Dancers,[5] estrenada durant el Festival de Teatre de Dublín de 1963 (24 de setembre al 6 d'octubre de 1963).[6]